# Lago Lisi
El lago Lisi (en idioma georgiano: ლისის ტბა), es un pequeño lago en las cercanías de Tiflis, Georgia ; pertenece al valle del río Kura, hogar de un gran proyecto de desarrollo de uso mixto del mismo nombre. El paisaje es rocoso y árido con vegetación arbusta y parcelas de estepa. Mide 800 x 500 m con una altitud de 624m. El lago y el área circundante proporcionan un hábitat para una variedad de diferentes especies de aves exóticas. Además de varias especies de aves, el área alrededor del lago brinda refugio a una variedad de animales como tortugas, zorros y liebres. El área es conocida por la gran población de serpientes que viven en las laderas alrededor del lago.

## Clima
Hay un clima cálido, mediterráneo y razonablemente seco en el lago Lisi. La precipitación anual es de aproximadamente 400 mm (<20 mm en enero, <40 mm en abril, <40 mm en julio, <30 mm en octubre), y hay de 20 a 30 días con fuertes lluvias por año. También hay de 10 a 20 días de nieve. Las temperaturas medias son: enero / 0, abril / 12, julio / 23, octubre / 13, y la temperatura máxima media (en julio) es de 37 grados centígrados.

## Controversia sobre la reurbanización

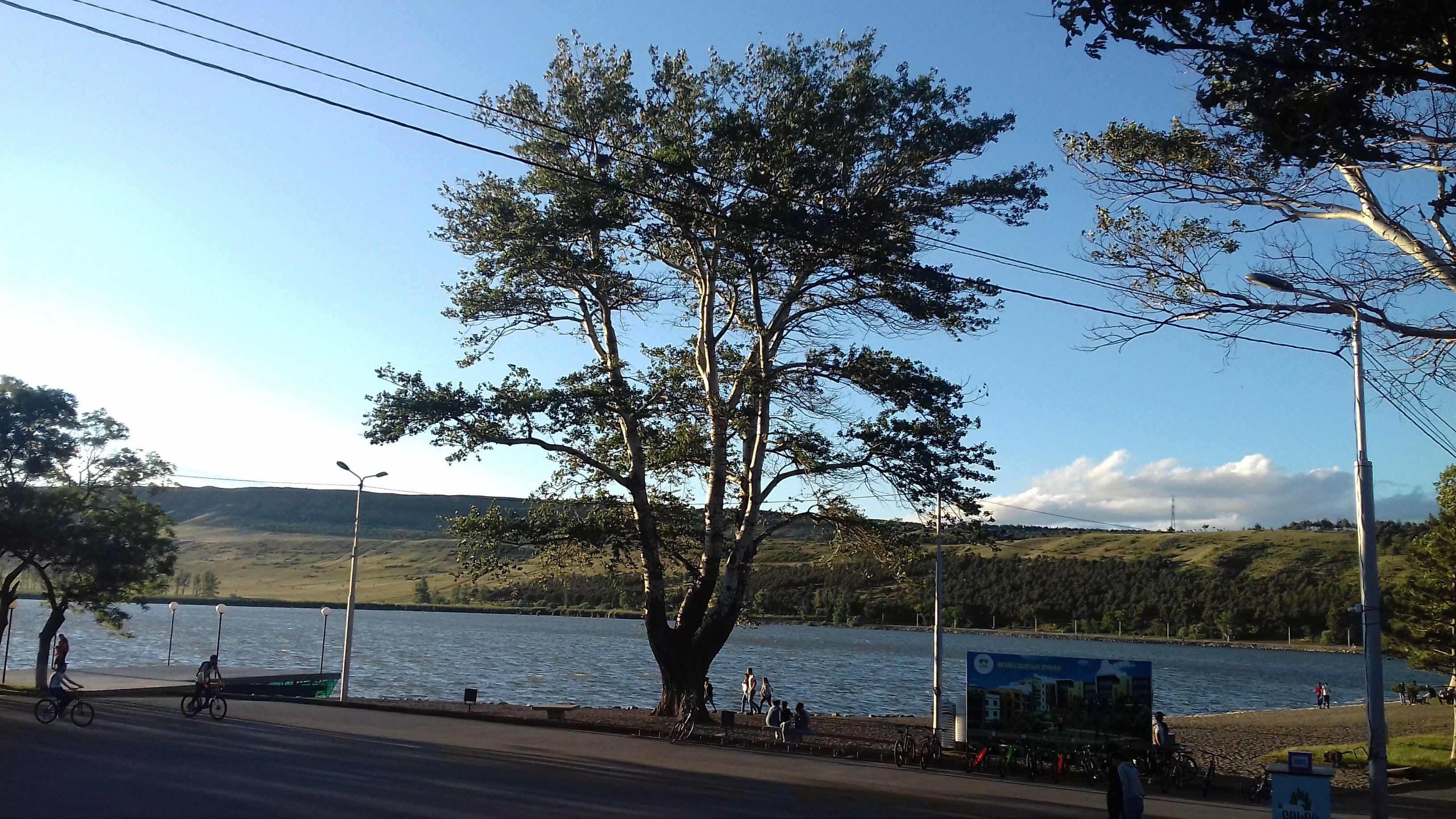
Área recreativa en el lago Lisi.

Existen planes para Green Lisi Town, un desarrollo de uso mixto en la orilla del lago. El presidente de TBC Bank, la Compañía de Redesarrollo Georgiano de Mamuka Khazaradze, está detrás del proyecto, mientras que el estudio de arquitectura Andropogon hizo el plan maestro y el diseño del sitio. La Fase Uno de Green Lisi Town empezó en 2011.
Los planes actuales para la reurbanización del área datan de 2007, cuando un grupo dirigido por Mamuka Khazaradze superó a un grupo de inversores israelíes al ofrecer 182 millones de dólares por 354 hectáreas de tierra. Las condiciones del acuerdo con el gobierno exigieron que el grupo de Khazaradze gastara 30 millones de dólares en mejoras de servicios públicos en el área y en un sistema para proporcionar agua dulce al lago. El grupo de Khazaradze se resistió a las condiciones del acuerdo y terminó, bajo circunstancias cuestionables, comprando la tierra directamente de la ciudad por 55 millones de dólares, un ahorro de 127 millones de dólares de la oferta original contra el grupo israelí. Se han eliminado todos los requisitos para mejorar la ecología del área local, y las únicas condiciones que existen actualmente con respecto al desarrollo en esta área es el requisito de más viviendas con fines de lucro.